# Jasmin Repeša
Jasmin Repeša (Čapljina, 1. lipnja 1961.) je bivši hrvatski košarkaš, a sada košarkaški trener.

## Karijera
Igračku karijeru proveo je u bosanskohercegovačkoj Čapljini s tim da je od 1986. do 1988. godine ujedno bio i trener. Od 1990. godine postaje pomoćni trener u KK Zagreb odakle prelazi u Cibonu u kojoj je bio pomoćnik prvom treneru Aleksandru Petroviću (1992. – 1994.). Samostalnu trenersku karijeru započeo je 1995. u zagrebačkoj Doni odakle prelazi u Cibonu i ondje ostaje dvije sezone. Potom 1997. prelazi u turski Tofas. U Turskoj je proveo 3 sezone i vraća se natrag u Hrvatsku, točnije u KK Split. Kasnije je trenirao poljski Śląsk Wrocław, Cibonu, talijanske klubove Fortitudo, Pallacanestro Virtus Rim i Benetton Treviso. Nakon toga slijedi njegov treći dolazak u Cibonu s kojom senzacionalno osvaja naslov prvaka Hrvatske, s obzirom na to da je Cibona bila u to vrijeme u velikim problemima i imala poprilično mladu i neiskusnu momčad. Nakon velikog uspjeha s Cibonom, ponovno odlazi u inozemstvo i to u Španjolsku, preuzevši Unicaju iz Malage. Nakon jedne sezone u kojoj nisu ispunjena očekivanja, Repeša odlazi iz Španjolske i opet se vraća u domovinu te postaje trener zagrebačke Cedevite. Do sezone 2013./14. osvojio je 12 klupskih trofeja, a najviše ih je osvojio s Cibonom (6).
Jasmin Repeša bio je izbornik Hrvatske košarkaške reprezentacije od 2005. do 2009. godine, a na izborničku klupu ponovno je sjeo 2012. godine. S Hrvatskom košarkaškom reprezentacijom tri puta je došao do četvrtfinala Eurobasketa s tim da je na Eurobasketu 2013. u Sloveniji uveo Hrvatsku u polufinale te u konačnici osvojio 4. mjesto što je bio najbolji rezultat Hrvatske košarkaške reprezentacije još od 1995. godine i europske bronce u Ateni.
Od lipnja 2015. do lipnja 2017. vodio je talijansku Olimpiju iz Milana.

## Vanjske poveznice
- Profil na Euroleague.net
- [neaktivna poveznica] na Lega Basket.com